# Evelyn Sharma
Evelyn Sharma (Frankfurt, 12 juli 1986) is een voormalig Indiaas actrice en model die voornamelijk in Hindi films speelde.

## Biografie
Sharma die eigenlijk alleen wat theater stukjes deed in haar woonplaats had nooit durven dromen dat ze van het acteren haar werk zou maken. Tijden later toen ze de stap nam Duitsland uit te gaan, deed ze aan internationaal modellenwerk, maar overal waar ze kwam kreeg ze te horen waarom ze niet naar India gaat. Ze benaderden wat bureaus in India en kreeg tot haar verbazing opdrachten van grote modellenbureaus toegestuurd, lang heeft ze er niet over hoeven twijfelen om het vliegtuig te pakken. 
Zoals ze overspoelt werd om campagnes en tv spotjes te doen zo werd ze ook overspoelt met aanvragen om auditie te doen voor films. Ze besloot daar niet te snel ja tegen te zeggen en volgde eerst intensief acteerlessen. Ondanks dat de film Yaariyan haar als eerst aangeboden werd maakte ze haar debuut in 2012 met From Sydney with Love.

## Filmografie
| Jaar | Film                    | Rol                 | Opmerking                  |
| ---- | ----------------------- | ------------------- | -------------------------- |
| 2006 | Turn Left               | aanstellerig meisje | cameo, Hollywood film      |
| 2012 | From Sydney with Love   | Lubaina Snyder      |                            |
| 2013 | Nautanki Saala          | Sita Devi           |                            |
| 2013 | Yeh Jawaani Hai Deewani | Lara                |                            |
| 2013 | Issaq                   | Rosaline            |                            |
| 2014 | Yaariyan                | Janet D'Souza       |                            |
| 2014 | Main Tera Hero          | Veronica            |                            |
| 2015 | Kuch Kuch Locha Hai     | Naina               |                            |
| 2015 | Ishqedarriyaan          | Luvleen             |                            |
| 2015 | Gaddar: The Traitor     |                     | Punjabi film, gastoptreden |
| 2017 | Jab Harry Met Sejal     | Irina               | gastoptreden               |
| 2018 | Jack and Dil            | Lara                |                            |
| 2019 | Kissebaaz               |                     | nummer "Babli"             |
| 2019 | Saaho                   | Jennifer            | Telugu film                |
| 2019 | X Ray: The Inner Image  |                     | nummer "Jigliya"           |